# Catalina, Arizona
Catalina je naseljeno područje za statističke svrhe u američkoj saveznoj državi Arizona. Prema popisu stanovništva iz 2010. u njemu je živjelo 7,569 stanovnika.